# Fajar
Fajar is een bestuurslaag in het regentschap Tapanuli Tengah van de provincie Noord-Sumatra, Indonesië. Fajar telt 616 inwoners (volkstelling 2010).